# Симеон II (патриарх Антиохийский)
Патриарх Симео́н II по прозвищу Ибн Абу́ Шаи́б (ср.-греч. Συμεών Β΄ Αντιοχείας) — антиохийский православный патриарх (ок. 1206 — ок. 1240 или 1245—1260).

## Биография
Симеон II ибн Абу Шаиб принадлежал к числу арабоязычного мелькитского населения северной Сирии. К началу XIII века он был клириком в Антиохии. Время служения Симеона ибн Абу Шаиба совпало с войной за Антиохийское наследство (1198—1219 гг.) между Боэмундом IV (князем Антиохии и графом Триполи) и королём Левоном I Рубенидом, боровшимся за права своего внучатого племянника — Раймунда-Рубена, князя Антиохии. Основной силой, сплотившей жителей Антиохии и противостоявшей амбициям короля Киликийской Армении была Антиохийская коммуна, объединявшая как латинян, так и православных жителей города. Поскольку князь Боэмунд IV остро нуждался в поддержке православного населения Антиохии и городской коммуны, и, в то же время, находился в остром конфликте с Латинской церковью, он позволил клиру и населению избрать православного Патриарха. Им и стал антиохийский клирик Симеон Абу Шаиб, избрание, хиротония и интронизация которого были совершены в Антиохии в 1206 г.
Поскольку со времен второго византийского правления в северной Сирии (то есть с конца X века) православные Патриархи Антиохии фактически назначались императорами, а с 996 года избирались из числа клира константинопольской Святой Софии и рукополагались Вселенскими Патриархами в Константинополе, Симеон II ибн Абу Шаиб оказался первым сирийским православным (мелькитом), возведенным на восточную кафедру Святого Петра, по воле местного населения и клира, без вмешательства Византии.
За своё редкое и прагматичное покровительство православной церковной иерархии, князь Боэмунд IV и население были отлучен от Церкви латинским Патриархом Петром I Ангулемским; однако и сам князь, и его соратники, и рыцари стали посещать богослужения православного Патриарха и принимать таинства от Симеона II и его клира. Остается неясным, служил ли Патриарх Симеон II в кафедральном соборе Св. Петра или же, что кажется более вероятно, оставался со своим клиром в великолепной, построенной Юстинианом I Великим церкви Пресвятой Богородицы, бывшей главной церковью «греков» Антиохии.
Около 1210 года князь Боэмунд IV примирился с Латинской Церковью, что вынудило в 1211 году Патриарха Симеона II в покинуть Антиохию. Однако именно в этот самый период его с радостью принял в пределах Киликийской Армении король Левон I Рубенид. Значительная часть населения Киликии (в особенности её равнинной части и богатых городов — Тарса, Сиса, Аназарва, Аданы, Селевкии Исаврийской) составляли православные; часть знати и «баронов» Киликийской Армении также была представлена ромейской и армяно-халкидонитской знатью. Нуждаясь в их поддержке, Левон пошел на свой конфликт с Апостольским престолом и принял Патриарха Симеона II, передав ему кафедральный собор Святого Павла в Тарсе и многие другие церковные земли и храмы, раннее занятые латинским клиром.
Последующие тридцать лет своего служения Патриарх Симеон II ибн Абу Шаиб провел в пределах Киликийской Армении и Никейской империи ромеев, пользуясь поддержкой армянских королей и никейского василевса Иоанна III Дуки Ватаца. Одновременно, он продолжал поддерживать связи и с православными общинами и монастырями княжества Антиохии-Триполи.
Последнее упоминание о Патриархе Симеоне II ибн Абу Шаибе относится к 1242 году.